# Sinagoga Ohel Leah
La Sinagoga Ohel Leah (en chino: 猶太教莉亞堂;en hebreo בית הכנסת אוהל לאה ) es un edificio religioso que forma junto al Club de Recreación judío y el centro de la comunidad judía, la base de la vida social y religiosa judía en Hong Kong, China durante más de un siglo. Originalmente, la comunidad era principalmente Baghdadi y la sinagoga se encontraba bajo la superintendencia del Haham de la Congregación española y portuguesa de Londres: ahora es totalmente independiente y cuenta con miembros de toda la diáspora judía.
La contribución de tres hermanos de la influyente familia de comerciantes indios Sassoon fue importante en la creación del principal centro judío de Hong Kong. La sinagoga lleva el nombre de su madre, Ohel Leah. Los hermanos Jacob, Edward, y Meyer Sassoon, compraron el terreno sobre el que se construyó la sinagoga en 1902. El edificio es de estilo judío oriental, consta de dos pisos y de un balcón en el piso de arriba , destinado a las mujeres. En 1998 fue sometido a un programa de restauración que fue premiado por la UNESCO, y hoy en día está protegido como edificio histórico de grado uno. 
A pesar de ser una sinagoga ortodoxa, Ohel Leah comparte sus instalaciones con la United Jewish Congregation of Hong Kong, en un lugar que está al lado del centro comunitario judío, un lugar de encuentro para las actividades sociales y culturales de los miembros de la comunidad judía hongkonesa.